# John Murray (maison d'édition)
Pour les articles homonymes, voir John Murray.

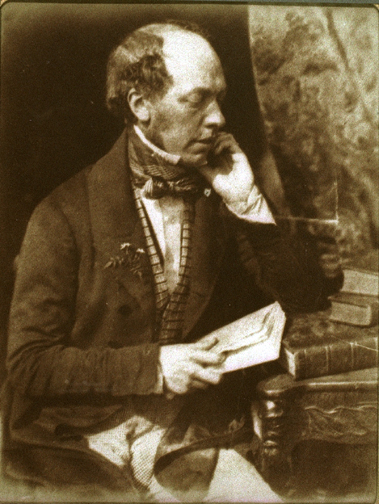
John Murray III (1808-1892)

John Murray est une maison d'édition britannique, célèbre pour les auteurs qu'elle a publiés au cours de son histoire ; on y trouve Jane Austen, Sir Arthur Conan Doyle, Lord Byron, Charles Lyell, John Betjeman, Goethe et Charles Darwin.

## Histoire
L'entreprise fut fondée à Londres en 1768 par John Murray (1745-1793), un officier de la Marine royale né à Édimbourg, qui a rassemblé toute une liste d'auteurs, dont l'homme de lettres Isaac D'Israeli (le père de Benjamin Disraeli), et publié la English Review.
John Murray l'aîné a été l'un de ceux qui ont aidé à fonder en 1788 le journal du soir londonien The Star.
Son fils John Murray II, qui lui succéda, fit de la maison d'édition l'une des plus importantes et des plus influentes de Grande-Bretagne. Ami d'un grand nombre d'écrivains renommés du moment, il lança en 1809 la Quarterly Review (en français : la « Revue trimestrielle »). Il fut l'éditeur de Jane Austen, de Sir Walter Scott, de George Crabbe et de bien d'autres. Son bureau et son domicile, au 50, Albemarle Street à Mayfair, étaient le centre d'un cercle littéraire, héritier de la tradition instaurée par Murray des « Amis de quatre heures », où il réunissait ses écrivains autour d'un thé.
Le plus célèbre des auteurs de Murray était Lord Byron, qui devint un de ses grands amis et de ses correspondants. Murray publia un grand nombre de ses œuvres principales, lui versant plus de 20 000 livres de droits d'auteur. Le 10 mars 1812 Murray publia le deuxième livre de Byron, Le Pèlerinage du chevalier Harold, qui fut épuisé en cinq jours, à la suite de quoi Byron fit cette observation : « Un matin je me suis réveillé et j'ai découvert que j'étais célèbre. » Murray recevait régulièrement l'auteur dans son salon littéraire d'Albemarle-Street.«Son grand plaisir, dit un jour Murray au rédacteur de l'Athenaeum, était de pousser des bottes aux livres élégants que j'avais disposés avec ordre sur mes rayons. Il mettait le désordre dans les rangs, atteignant toujours le volume qu'il avait pris pour but. Aussi, ajoute-t-il en riant, étais-je parfois très-satisfait d'être débarrassé de lui.»
Le Nain noir est l'un des deux romans de Walter Scott publiés dans la première série des Contes de mon hôte (avec Old Mortality) le 2 décembre 1816 par William Blackwood à Édimbourg, et John Murray à Londres.
Murray participa à l'un des actes les plus connus dans les annales de la littérature, le 17 mai 1824. Avec cinq amis de Byron et les exécuteurs testamentaires, il prit la décision de détruire les journaux manuscrits de Byron dans le but de protéger sa réputation. Contre l'avis du seul Thomas Moore, les deux volumes de mémoires furent déchirés et brûlés dans la cheminée, au bureau de Murray.
La maison a publié également des guides de voyage (Handbooks for travellers) de 1836 à 1901. La couleur de leur couverture a donné à ces guides le surnom de «Red Books» et ils sont devenus une sorte de bible pour le voyageur. Le premier Livre rouge de 1836 énumérait les curiosités de la Hollande, de la Belgique et de la Rhénanie, et recommandait au touriste les itinéraires pittoresques et romantiques. Sous ce rapport les sites étaient évalués à l’aide d'un système d’étoiles inventé par John Murray. Ce concept fait de Murray, avec l'Allemand Karl Baedeker, « un des prophètes du tourisme » selon H. M. Enzensberger.
John Murray III (1808-1892) continua l'entreprise et publia la première traduction en anglais par Charles Eastlake de la Théorie des couleurs de Goethe (1840), les Voyages missionnaires de David Livingstone (1857), et L'Origine des espèces de Charles Darwin (1859).
Son successeur, Sir John Murray IV (1851-1928), fut l'éditeur de la reine Victoria. Entre autres travaux, il publia le Murray's Magazine de 1887 jusqu'à 1891.
Son fils, Sir John Murray V (1884-1967), puis John Murray VI (Jean Grey Arnaud Robin Murray) et John Murray VII maintinrent l'entreprise jusqu'à son absorption. John Murray n'est plus une affaire indépendante mais son nom est resté comme celui d'une subdivision de l'éditeur Hodder Headline lequel appartient depuis 2004 au Groupe Hachette.

## Archives John Murray
Les archives de John Murray Publishers, de 1768 à 1920, ont été proposées à la vente à la nation par John Murray pour 31 millions de livres et la Bibliothèque nationale d'Écosse les a acquises, y compris le manuscrit de L'Origine des espèces de Charles Darwin. Le 26 janvier 2005, on a appris que la National Library devait recevoir du Heritage Lottery Fund 17,7 millions de livres sur les 31,2 millions représentant le prix demandé par John Murray. L'administration écossaise a accepté d'apporter une contribution de 8,3 millions ; la National Library compte rassembler les 6,5 millions de livres restants grâce à une souscription.

## Sources
- (en) Cet article est partiellement ou en totalité issu de l’article de Wikipédia en anglais intitulé « John Murray (publisher) » (voir la liste des auteurs).